# Тоненьке
Тоне́ньке — село Очеретинської селищної громади Покровського району Донецької області, в Україні. Населення становить 320 осіб.

## Загальні відомості
Відстань до райцентру становить близько 19 км і проходить автошляхом місцевого значення.

## Історія

### Війна на сході України
З 2014 року в околицях села точилися бойові дії. 6 листопада 2014 року село було обстріляне проросійськими бойовиками із установок залпового вогню «Град». Протягом ночі з 16 на 17 січня 2015 Тоненьке постраждало від обстрілів з артилерії та реактивних систем залпового вогню проросійських бойовиків.

### Російське вторгнення в Україну
22 березня український проект DeepStateUA повідомив про просунення ворога на околицях села Тоненьке.
10 квітня проект DeepStateUA повідомив про те, що околиці Тоненького перетворюються на кладовища російської техніки: понад 70 втрачених одиниць техніки ворога на знімках.

## Населення
За даними перепису 2001 року населення села становило 320 осіб, із них 65,94 % зазначили рідною мову українську, 33,44 %— російську та 0,31 %— польську мову.